# نبرد نینوا (۶۱۲ پیش از میلاد)
نبرد نینوا یا سقوط نینوا، نبردی بود که در ۶۱۲ پ.م. رخ داد. پس از شکست آشوری‌ها در نبرد آشور، ارتش متحد پادشاهی‌های ماد و بابل، نینوا را محاصره و مساحتی برابر ۷۵۰ هکتار از آن را غارت کردند. آشور دولتی قدرتمند و  غالب در غرب آسیا بود و سقوط نینوا منجر به نابودی امپراتوری آشور  در طی ۳ سال شد.
سوابق باستان‌شناسی نشان می‌دهد که نینوا در دهه‌ها و قرن‌های پس از این جنگ بشدت از جمعیت خالی شد و رونق خود را از دست داد.

## زمینه
امپراتوری آشور در قرن دهم پیش از میلاد ظهور کرد و در قرن هشتم و هفتم پیش از میلاد به اوج خود رسید، سپس جانشین امپراتوری آشور میانه (از ۱۳۶۶ تا ۱۰۷۴ پ.م.) به عنوان بزرگ‌ترین امپراتوری جهان تا آن زمان شد. 
در زمان سلطنت آشوربانی‌پال، این امپراتوری بر بیشتر ملت‌ها و دولت‌شهرها، از رشته‌کوه قفقاز (ارمنستان، گرجستان و جمهوری آذربایجان امروزی) در شمال تا مصر، عربستان و نوبیا در جنوب و مرکز ایران در شرق تا قبرس و سواحل یونانی مدیترانه‌ و فنیقی‌های آناتولی و شام در غرب سلطه داشت.
با این حال، پس از مرگ پادشاه آشوربانی‌پال در ۶۳۱ پ.م.، این امپراتوری قدرتمند، به‌طور فزاینده‌ای ناپایدار، و آشور دچار جنگ‌های داخلی شد. این امر باعث شد بسیاری از سرزمین‌های دست‌نشانده شورش کنند، و بعضی سرزمين‌های هم‌مرز با این امپراتوری، مانند مادها، بابلی‌ها و کلدانی‌ها تحت سلطه آشوری‌ها بودند، شروع به اقداماتی ضد آشور کنند.
آشوری‌ها، بر اساس گزارشات تاریخی خودشان، و حتی با استانداردهای خشونت آمیز آن زمانه، حاکمانی بسیار ظالم و خونریز بودند و در نتیجه دشمنان بسیاری بر ضدشان فعالیت می‌کردند. بطوریکه در یک زمان از سه جهت مورد تهدید قرار گرفتند. در نتیجه همین رفتار‌ها و برای حفظ قدرتشان در مصر، جنگ‌های پرهزینه اما پیروزمندانه علیه عیلامی‌ها و سرکوب شورش‌های اقوام بابلی جنوبی در بین‌النهرین تضعیف شده بودند.
پادشاهان آشوری دائماً از خطرهای داخلی و ترس از دسیسه‌های کاخ و شورش می‌نوشتند. پس از مرگ آشوربانی‌پال، دسته‌ای از جنگ‌های جانشینی خونین رخ داد که این امپراتوری را تضعیف کرد. 
از سال ۶۲۵ پ.م. به بعد، تسلط امپراتوری بر غرب آسیا به تدریج شروع به محو شدن کرد. یک اتحاد بین دولت‌های خارجی، مانند کلدانی‌ها، که از آشفتگی‌های آشور برای کنترل بخش عمده‌ای از سرزمین بابل با کمک خود بابلی‌ها استفاده کردند، تشکیل شد. 
این امر باعث ایجاد امپراتوری بابل نو شد، که هدف آن سرنگونی امپراتوری آشور نو، تصرف نینوا و انتقال قدرت در منطقه بین‌النهرین به بابل بود.
وقایع نگاری‌های آشوری در ۶۳۹ پ.م. پس از نابودی شوش، پایتخت عیلام، و سرکوب بابل‌های شورشی به رهبری شمش شوم اوکین، به‌طور ناگهانی پایان می‌یابد. سوابق تجاری نیز پس از ۶۳۱ پ.م. مفقود شده و در دسترس نیست.
در این زمان هووخشتره بر مادها حکومت می‌کرد. اگرچه او در ابتدا از آشوری‌ها شکست خورد، اما ارتش خود را بازسازی کرد و به همراه سایر گروه‌های مخالف آشوری به نینوا حمله کردند.
منابع اصلی این رویداد بعداً توسط یک بابلی و در زمان سلطنت نابوپولاسار نوشته شده است (تواریخ اصلی بشماره ۲۱۹۰۱ است که توسط سی.جی. گد در سال ۱۹۲۳ ترجمه شده است و در موزه بریتانیا یافت می‌شود)، بعداً از روی همین متون بابلی هرودوت، ناحوم، و یا تواریخ مصری اشاره‌هایی کردند.

## روایت نبرد

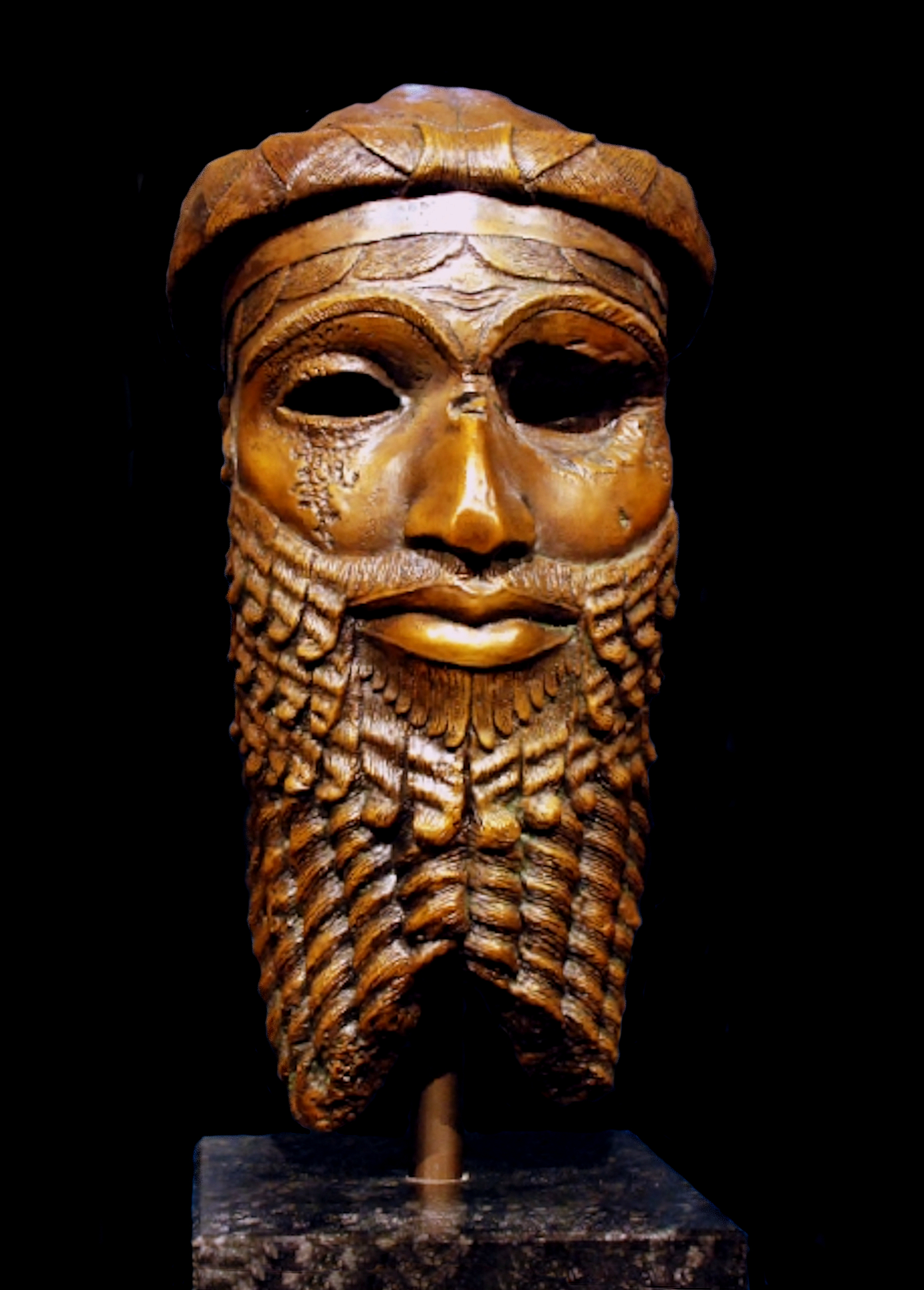
نقاب سارگون آکد (مربوط به ۲۲۵۰ پ.م.) که در سال ۱۹۳۱ میلادی کشف شد.

یکی از روایت‌های نبرد از گزیده‌های «پرسیکا» اثر کتزیاس گرفته شده است که در آثار دیودور سیسیلی و فوتیوس نیز آمده است، و ممکن است روایت او با روایت‌های دیگر از نبرد نیز آمیخته شده باشد.
طبق یک لوح گِلی بابلی که در قرن نوزدهم کشف شد و نامش «تاریخ سقوط نینوا» است، درگیری شدیدی به مدت ۱۲ سال بین بابل و آشور وجود داشت، و همچنین جنگ‌های داخلی در خود آشور رخ داد. این لوحه توصیف می‌کند که در سال دهم حکومت نابوپولاسار (۶۱۶ پ.م.)، بابلی‌ها ارتش آشور را شکست دادند و به سمت رودخانه پیشروی کردند و مان، ساحیری و بالیخو را غارت کردند.
در سال بعد، درگیری از سر گرفته شد و آشوری‌ها ارتش خود را جمع‌آوری کرده و بابلی‌ها را به عقب تا تکریتین رانده‌اند. نابوپولاسار ارتش خود را در قلعه تکریتین مستقر کرد و در سال بعد دو ارتش بار دیگر در آنجا جنگیدند، سپس آشوری‌ها شکست خوردند و به آشور عقب‌نشینی کردند.
پس این اتفاق بابلی‌ها با مادها و سکاها متحد شدند. ارتش مادها، تربیسو، در نزدیک نینوا، را تصرف کرده و در نزدیکی آن اردو زد؛ سپس به شهر آشور حمله کردند، و متن بابلی روایت می‌کند که در سال ۶۱۴ پ.م.، نیروهای مادها معابد آشور را تخریب کرده و شهر را غارت کردند، اما موفق به غارت شهر نشدند.
در سال ۶۱۲ پ.م.، بابلی‌ها دوباره ارتش خود را جمع‌آوری کردند و به همراه پادشاه ماد، هووخشتره، علیه نینوا اردو زدند. آنها به مدت سه ماه شهر را محاصره کردند و در ماه اوت، سرانجام از دیوار‌های شهر عبور کرده و شروع به غارت و سوزاندن شهر کردند. عامل اصلی سقوط این شهر، مادها بودند.
پادشاه آشوری، سین-شار-ایشکون، در محاصره کشته شد. برادرش، آشور-اوبالیت دوم، پادشاه آشور شد. با این حال، او از تسلیم شدن امتناع کرد و با موفقیت از نینوا خارج شد و پایتخت نهایی خود را در حران تأسیس کرد.

## پیامدها
چندین کارزار دیگر علیه آشور توسط بابلی‌ها و متحدانشان، از جمله علیه ارتش متحد مصر و آشور، انجام شد؛ بنابراین، در حالی که نبرد نینوا نقطه عطفی در جنگ بود، آشور-اوبالیت دوم چندین سال دیگر جنگید. سرنوشت نهایی او مشخص یا ثبت نشده است - ممکن است در سقوط حران در سال ۶۰۹ پ.م. (که به پایان امپراتوری آشور منجر شد) یا در کرکمیش در سال ۶۰۵ پ.م. (جایی که مصر و بقایای ارتش امپراتوری سابق آشور شکست خوردند) کشته شده باشد.